# Moises Saman
Moises Saman   (Lima, 1974) és un fotoperiodista peruà amb seu a Tòquio que és membre de l'agència internacional Magnum Photos. Ha publicat els llibres Discordia (2016), que tracta sobre la revolució egípcia de 2011 i la Primavera Àrab en general, i Glad Tidings of Benevolence (2023) sobre la guerra de l'Iraq.

## Trajectòria
Saman ha guanyat nombrosos premis World Press Photo i Pictures of the Year International, i va rebre una beca Guggenheim. El 2025 va guanyar dos premis Pulitzer: el de Fotografia Destacada i el de Fotografia Reportatge.
Saman va néixer a Lima. El seu pare és peruà i la seva mare és espanyola. A l'edat d'un any, la seva família es va traslladar del Perú a Barcelona on Moises va passar la major part de la seva joventut. És considerat «un dels principals fotògrafs de guerra de la seva generació». Va treballar com a fotoperiodista a l'Orient Mitjà del 2011 al 2014. És conegut sobretot per les seves fotografies de les guerres a l'Iraq: la guerra del Golf (1990-1991), la guerra de l'Iraq (2003-2011) i la guerra civil iraquiana (2014-2017), tot i que també ha treballat a l'Afganistan, Egipte, Sudan, Líbia i Síria. Va cobrir la Primavera Àrab i la Guerra Civil siriana per a The New Yorker i ha treballat per a Human Rights Watch. Va ser durant aquest període a l'Orient Mitjà que va fer Discordia (2016), un llibre personal sobre la revolució a Egipte i la Primavera Àrab.
El 201, Saman va ser convidat a unir-se a l'Agència Magnum com a candidat i es va convertir en membre de ple dret el 2014.